# VfR Neuburg
Der VfR Neuburg (vollständig: Verein für Rasenspiele e. V. Neuburg a. d. Donau) ist ein Fußballverein aus der oberbayerischen Kreisstadt Neuburg an der Donau. Die erste Mannschaft spielt gegenwärtig in der Bezirksliga Schwaben Nord.

## Geschichte
Der Verein wurde am 11. Mai 1926 durch Klemens Schreiner gegründet. Am 25. Januar 1928 wurde er in das Vereinsregister eingetragen. 1975 gelang der Aufstieg in die damals drittklassige Bayernliga, der der Verein bis zur Spielzeit 1979/80 angehörte.